# モイ・メンリン
モイ・メンリン（もい めんりん、英語名：Sherry MOI（シェリー・モイ））は、マレーシア出身のウイルス学者。東京大学大学院医学系研究科・教授。学位は博士（医学）（筑波大学・2010年）。
専門は新興感染症、再興感染症で、中枢神経系感染症の日本脳炎、マレーバレー脳炎や、特にデング熱、ジカ熱、チクングニア熱等の研究では、日本国内外で高い評価を得ている。

## 人物
多民族国家のマレーシア・クアラルンプールで、華人の両親の二女として生誕。東南アジアでは毎年多くの命を奪っているデング熱を発症して、熱帯病や感染症などの治療薬やワクチン研究を志すきっかけとなった。
マレーシアプトラ大学では微生物学、筑波大学修士課程では婦人科学（子宮内膜症等）の研究をおこなった。筑波大学博士課程では国立感染症研究所にて倉根一郎に師事しウイルス学、感染免疫学、ワクチン学等を学ぶ。
新型コロナウイルス感染症の世界的流行 (2019年-)の際には、WHO専門家として、WHOと日本との情報共有や感染症対策の提言などに尽力した。
2024年6月、国際原子力機関（IAEA）オーストリア本部から要請を受けて、IAEA感染症専門家としてオマーンへ派遣され、感染症危機管理対策に必要となる医学、公衆衛生学などの専門的・技術的な事項についてのタスク構築や提言をおこない、オマーンの国家プロジェクトに尽力した。
語学は母語のマレーシア語の他、英語（TOEIC 990点）・日本語・標準中国語・広東中国語・インドネシア語の6言語を習得したマルチリンガル。

## 略歴
- 2002年（平成14年）
  - マレーシアプトラ大学環境科学 微生物学科卒業
- 2003年（平成15年）
  - 筑波大学人文文化学群 日本語日本文化学類
- 2004年（平成16年）
  - 筑波大学大学院医科学研究科 研修生
- 2006年（平成18年）
  - 筑波大学大学院医科学研究科 医科学専攻（現 フロンティア医科学学位プログラム） 修士課程修了
- 2010年（平成22年）
  - 筑波大学大学院人間総合科学研究科 社会環境医学専攻（現 医学学位プログラム） 博士課程修了
- 2010年（平成22年） - 2014年（平成26年）
  - 国立感染症研究所 ウイルス第一部・厚生労働技官
- 2015年（平成27年） - 2020年（令和2年）
  - 長崎大学熱帯医学研究所 病原体解析部門 ウイルス学分野・准教授
- 2015年（平成27年） - 2021年（令和3年）9月
  - 世界保健機関 熱帯新興ウイルス感染症 指定研究協力センター・副センター長（WHO Collaboration Center for Research & Reference of Tropical Viral Diseases.）（兼任）
- 2020年（令和2年） - 2021年（令和3年）9月
  - 長崎大学熱帯医学研究所 病原体解析部門 ウイルス学分野・教授

### 現職
- 2015年（平成27年）1月 - 現在
  - 国立感染症研究所・客員研究員（兼任）
- 2021年（令和3年）10月 - 現在
  - 東京大学大学院医学系研究科 国際保健学専攻 国際生物医科学講座 発達医科学・第6代 主任教授
- 2022年（令和4年）10月 - 現在
  - 東京大学新世代感染症センター・主任研究員（兼任）
- 2023年（令和5年）10月 - 現在
  - 筑波大学・非常勤講師（兼任）

### 委員
- 2020年（令和2年）12月 - 現在
  - 京都大学 世界視力を備えた次世代トップ研究者育成プログラム（L-INSIGHT）・アドバイザリーボード委員[8]
- 2022年（令和4年）2月 - 現在
  - 国立研究開発法人 日本医療研究開発機構（AMED）・アドバイザリーボード委員[9]（外国人初）
- 2024年（令和6年）11月 - 現在
  - 日本熱帯医学会・理事[10]

## 賞歴
- 2010年3月
  - 筑波大学大学院 人間総合科学研究科長賞
- 2013年11月
  - 日本マレーシア学術会議 ベストポスター賞
- 2014年10月
  - 一般公開サイエンスカフェ 国立感染症研究所 トーク部門奨励賞
- 2014年11月
  - 公益財団法人 日本国際医学協会 石橋記念講演
- 2014年11月
  - 第26回加藤記念国際交流助成
- 2015年1月
  - 万有生命科学振興国際交流財団 女性研究者支援
- 2016年4月
  - 平成28年度科学技術分野の文部科学大臣表彰 若手科学者賞[11]（長崎大学初）
- 2016年12月
  - 第3回万有医学奨励賞・優秀賞 2016年度 女性研究者支援[12]（長崎大学初、外国人初）
- 2018年2月
  - 長崎大学熱研同門会 ベスト論文賞
- 2018年2月
  - 長崎大学未来に羽ばたく女性研究者賞 優秀女性研究者賞[13]
- 2018年10月
  - 平成30年度日本ウイルス学会杉浦奨励賞[14]（長崎大学初、外国人初）
- 2019年11月
  - 令和元年度日本熱帯医学会女性賞[15]（長崎大学初）
- 2020年12月
  - 第4回日本医療研究開発大賞 日本医療研究開発機構（AMED）理事長賞[16],[17]（長崎大学初・外国人初）

## 主な出演
- MBSドキュメンタリー 映像'20「コロナと薬～ワクチン開発の期待と不安～」（2020年7月27日、毎日放送（MBSテレビ））
- TBS報道ドキュメンタリー・報道特集「コロナワクチン開発最前線、その問題は？」（2020年9月5日、TBSテレビ及びJNN系列）

など多数

## 著書
- 『up－to－date 子どもの感染症』2015年6月号（Vol.3 No.1）メディカルレビュー社、2015年6月1日。ISBN 978-4-7792-1491-2
- 『感染症 いま何が起きているのか 基礎研究、臨床から国際支援まで』羊土社、2015年10月20日。ISBN 978-4-7581-0350-3
- ウイルスの増殖・病態発現機構に関する最新の知見『ジカウイルスの世界的な流行と最近の知見』医歯薬出版 医学のあゆみ 260巻6号 2017年2月11日 p.528-532
- 『創薬研究者がこれだけは知っておきたい最新のウイルス学』技術情報協会、2021年8月31日。ISBN 978-4-86104-855-5

など多数

## 所属学会
- 日本ウイルス学会
- 日本感染症学会
- 日本熱帯医学会